# 微軟遊戲工作室列表
以下為微軟所屬的各個遊戲工作室的負責項目與結構詳述。

## 由微軟建立的工作室

### 完整开发工作室
- Turn 10 - 專注極限競速系列，微軟於2004年建立的工作室。目的是為Xbox家族打造出色的競速遊戲，經過多年的改進亦令該系列成為競速遊戲的代表系列。
- Halo Studios - 自Bungie獨立之後，微軟以「343 Industries」之名於2007年建立，以開發未來《最後一戰》系列作品的遊戲工作室。2024年更名為「Halo Studios」。
- World's Edge - 微軟在2019年建立，為了往後專注製作《帝国时代》系列特別設立的工作室，同年推出世紀帝國II：決定版和於2021年推出世紀帝國IV[1]（與時为世嘉旗下子公司遺蹟娛樂共同開發）。

### 支援工作室
- Xbox遊戲工作室 - 微軟首家旗下工作室，於2000年成立，原負責收購、建立以及管理旗下工作室，該責任已於2022年轉移到新成立的微軟遊戲（Microsoft Gaming）部門，現負責協助自家工作室以及獨立遊戲工作室製作或發行遊戲，也會舉辦ID@Xbox之類的發布會活動。
- Launchworks - 於2008年成立，曾製作神鬼寓言及南方公園的相關遊戲，現擔當支援工作。
- Lift London - 於2012年成立，主要為獨立遊戲開發工作支援，以製作與平板電腦及手機遊戲相關的項目。
- ID@Xbox - 於2014年成立，近年亦與不少獨立遊戲的工作室合作，此工作室則是負責與開發工作室的溝通及協助。例如茶杯頭及奧日與黑暗森林等等都是一些獲得高評價的作品。在近年亦在發佈及發行上宣傳甚至透過資助協力工作室開發遊戲並且在技術支援方面協助。

## 收購而来的工作室

### 列于Xbox旗下
- Rare - 微軟於2002年從任天堂收購而來，伴隨《班卓熊（英语：Banjo-Kazooie (series)）》、《忍者蛙（英语：Battletoads）》、《松鼠大冒險（英语：Conker (series)）》、《殺手本能（英语：Killer Instinct）》和《完美黑暗（英语：Perfect Dark (series)）》等遊戲系列IP收購。任天堂時期曾製作過的《殺手本能》、《黄金眼007》和《班卓熊大冒險》等好評名作，連帶其所製作的遊戲IP所持有權全收購（《大金剛國度》系列和《星際火狐大冒險》除外，任天堂已經於收購前購買該遊戲的版權），成為當時微軟旗下的Rare依舊製作班卓熊系列（英语：Banjo-Kazooie (series)），亦在Xbox 360時期投身體感遊戲製作，製作了《Kinect 運動大會》，後於Xbox One初期製作了《Kinect 運動大會對抗賽》。在2018年則投入於長期經營向項目《盜賊之海》，在製作準備其他新遊戲同時亦長期更新遊戲內容及針對玩家意見持續進行改良。2019年E3时公開的新作《EVERWILD》（永恆荒野）[2]在2025年被取消。[3]
- The Coalition - 最初名為Zipline Studios，微软于2011年收购並更名为“微软游戏工作室温哥华分部”。自當年的Epic工作室交還開發權後，在2014年起接手並開發後續戰爭機器系列，其后更为现公司名至今。於2019年推出系列新作《戰爭機器5》，並於2020年推出該作全新的後續額外劇情“蜂巢破壞者”（Hivebusters）[4]。
- 游乐场游戏工作室 - 主要開發製作极限竞速 地平线系列為主，微软于2018年收购，在多年的改進後成功令該系列亦成為競速遊戲代表作。在2020年的Xbox Showcase發佈會確定正在製作神鬼寓言系列全新重啟作品。[5]
- 不死实验室（英语：Undead Labs） - 主要製作腐朽之都（英语：State of Decay (video game)）系列作品與持續更新內容為主，其系列續作《腐朽之都2（英语：State of Decay 2）》則於2018年推出，微软于2018年收购。在2020年Xbox Showcase發佈會確定正在製作系列新作《腐朽之都3（英语：State of Decay 3）》。[6]
- Compulsion Games - 獨立開發時期製作了《少数幸运儿（英语：We Happy Few）》，颇受注目，微软于2018年收购。
- 忍者理論 - 製作《地狱之刃》、《DmC：惡魔獵人》等佳作，微软于2018年收购，續作《地獄之刃2》於2024年推出。於2020年初公開亦正在開發著重故事的恐怖冒險向遊戲Project MARA[7]。
- 黑曜石娱乐 - 著名作品：《辐射：新维加斯》、永恆之柱系列、《天外世界》，微软于2018年收购。續作的天外世界2同樣開發中。在2020年的Xbox Showcase發佈會確定正在製作以永恆之柱世界觀設計，全新動作角色扮演類作品《宣誓》中。[8]。
- InXile娛樂 - 《荒野遊俠》製作班底組成，推出了《荒野遊俠2（英语：Wasteland 2）》後，微软于2018年收购，新作《废土3》於2020年推出。
- Double Fine Productions - 曾製作《冥界國度》、《脑航员》，微软于2018年收购，續作《腦航員2》於2021年推出。
- Mojang Studios - 於2009年成立、2014年被收購。團隊專注製作及營運更新《我的世界》（Minecraft），並針對《我的世界》持續新開發各類型的衍生遊戲。

### 列于ZeniMax/Bethesda旗下
ZeniMax Media - 於1999年成立、2020年9月宣佈被微軟收購，2022年起由旗下當時新成立的部門微軟遊戲（Microsoft Gaming）來負責管理相關業務。
- 貝塞斯達軟體/貝塞斯達遊戲工作室 - 成立於1986年，於2009年被ZeniMax Media收購、2020年成为Xbox旗下工作室之一。拥有辐射系列、上古卷轴系列等著名游戏系列。
- id Software - 成立於1991年，於2009年被ZeniMax Media收購、2020年成为Xbox旗下工作室之一。拥有毀滅戰士系列、《雷神之锤》、德軍總部系列等著名游戏系列。
- Arkane Studios - 成立於1999年成立，於2010年被ZeniMax Media收購、2020年成为Xbox旗下工作室之一。制作过《獵魂》、冤罪殺機系列。最新開發作品為2021年推出的《死亡循環》。
- MachineGames - 成立於2009年成立，於2010年被ZeniMax Media收購、2020年成为Xbox旗下工作室之一。制作过《德军总部：新秩序》、《德军总部：旧血脉》、《德军总部II：新巨像》等作品，2010年被ZeniMax Media收购，主力開發德軍總部系列作品。
- ZeniMax Online Studios - 於2007年成立。在2014年持續營運及更新《上古卷軸Online》至今，並且仍然經營在之後拓展登陸的多個遊戲平台。在2020年起為《Fallout 76》擔當協助營運的管理支援，進行往後持續企劃及營運更新的工作。

### 列于動視暴雪旗下
動視暴雪 - 成立當初在2008年由動視、暴雪娛樂和维旺迪游戏合并構成的游戏集团、2022年1月18日公佈被微软收购成為旗下工作室，並由旗下新成立部門微軟遊戲（Microsoft Gaming）來負責管理相關業務。
- 動視 - 成立于1979年，2008年合併於動視暴雪。
  - Beenox - 成立於2000年、收購於2005年
  - DemonWare - 成立於2003年、收購於2007年
  - High Moon Studios - 成立於2001年、收購於2006年
  - Infinity Ward - 成立於2002年、收購於2003年
  - Raven Software - 成立於1990年、收購於1997年
  - Sledgehammer Games - 成立於2009年
  - Treyarch - 成立於1996年、收購於2001年

- 暴雪 - 成立於1991年，2008年合併於動視暴雪。
  - Team 1 - 成立於1991年、現時負責項目：《星海爭霸》、《暴雪英霸》
  - Team 2 - 成立於1991年、現時負責項目：《魔獸世界》、《魔獸爭霸》
  - Team 3 - 成立於1991年、現時負責項目：《暗黑破壞神》
  - Team 4 - 成立於2004年、現時負責項目：《鬥陣特攻》
  - Team 5 - 成立於2004年、現時負責項目：《爐石戰記》
  - 暴雪奥尔巴尼 - 原名Vicarious Visions，成立於1990年、收購於2005年，2021年从动视旗下转为暴雪旗下并更名
- King - 成立於2003年、被動視暴雪收購於2015年。其開發及營運項目代表作：Candy Crush系列

## 曾經擁有的內部工作室

### 當時由微軟建立的工作室
- Carbonated Games - 製作MSN遊戲的工作室、隨著MSN的式微關閉並合併至其他部門。
- Hired Gun - 當年支援最後一戰2移植至Vista的工作室，結束工作項目後解散團隊分配到的其他的工作室或343 Industries（現今Halo Studios）。
- Xbox娱乐工作室 - 當年支援製作互動電視娛樂內容，其後關閉將資源分配到其他各類專案項目。
- The Initiative - 2018年建立，由來自Rockstar、頑皮狗、SIE聖塔莫尼卡等原成員構成，被部份媒體稱為"4A級工作室"。[9]在2020年的TGA新作發佈環節中，確定正在製作完美黑暗系列（英语：Perfect Dark (series)）的全新重啟作品。[10]2025年7月，在微软大裁员中被关闭。[3]

### 當時收購而来的工作室
- ACES Game Studio - 當年製作模擬飛行系列的工作室，其後解散將成員轉入其他工作室。
- BigPark - 當年支援製作Kinect相關項目，隨著項目由遊戲開發轉為科技發展與專案工作應用，其後將成員整合至其他有關部門。
- Bungie - 當年負責製作最後一戰系列的工作室，其後脫離當年的微軟遊戲工作室旗下並獨立運行，經歷與動視長年合作後與索尼互動娛樂達成協議被收購。
- Digital Anvil - 當年負責製作Windows自家的電腦遊戲工作室，亦負責協調電腦遊戲的相容度及移植支援，其後關閉並將成員分配至其他工作室。
- 全效工作室 - 當年主要負責製作世紀帝國系列，其後關閉成員回歸總部支援或是由微軟協助另行發展。
- Indie Built - 當年負責製作Windows自家的電腦遊戲工作室，其後工作室轉售給Take-Two（T2）成為T2旗下2K體育品牌的一部分，最後遭T2突然關閉。
- FASA Studio - 當年負責製作Windows自家的電腦遊戲工作室，亦有製作Xbox相關遊戲，其後關閉並將成員分配至其他工作室。
- Massive Incorporated（英语：Massive Incorporated） - 當年負責製作遊戲相關內置廣告內容，其後關閉並合併至其他相應部門。
- Lionhead - 當年主要負責製作Fable神鬼寓言系列，其後關閉並將成員分配至其他工作室。
- Press Play - 當年主要負責製作馬克思與魔術馬克筆（英语：Max & the Magic Marker）系列，亦是會將遊戲製作多個平台的工作室，其後關閉並將合併至其他工作室。
- Toys for Bob - 當年動視旗下主要負責製作寶貝龍世界系列的工作室，其後隨微軟收購母公司動視暴雪成為旗下，最後出售成為獨立工作室。
- 探戈游戏工作室 - 當年由三上真司於2010年在日本成立，6个月后被ZeniMax Media收購、2020年隨微軟收購母公司ZeniMax Media成为Xbox旗下工作室成員之一，製作過《邪靈入侵》系列和《完美音浪》，其後於2024年5月被微軟关闭，最後與韓國電子遊戲開發商魁匠團達成協議被收購。

## 外部連結
- 官方网站（英文）
- Microsoft Game Studios 台灣 （页面存档备份，存于）（繁體中文）
- MobyGames上的Microsoft Game Studios （页面存档备份，存于）簡介